# Licuala radula
Licuala radula är en enhjärtbladig växtart som beskrevs av François Gagnepain. Licuala radula ingår i släktet Licuala och familjen Arecaceae. Inga underarter finns listade i Catalogue of Life.